# Porto Alegre Country Club

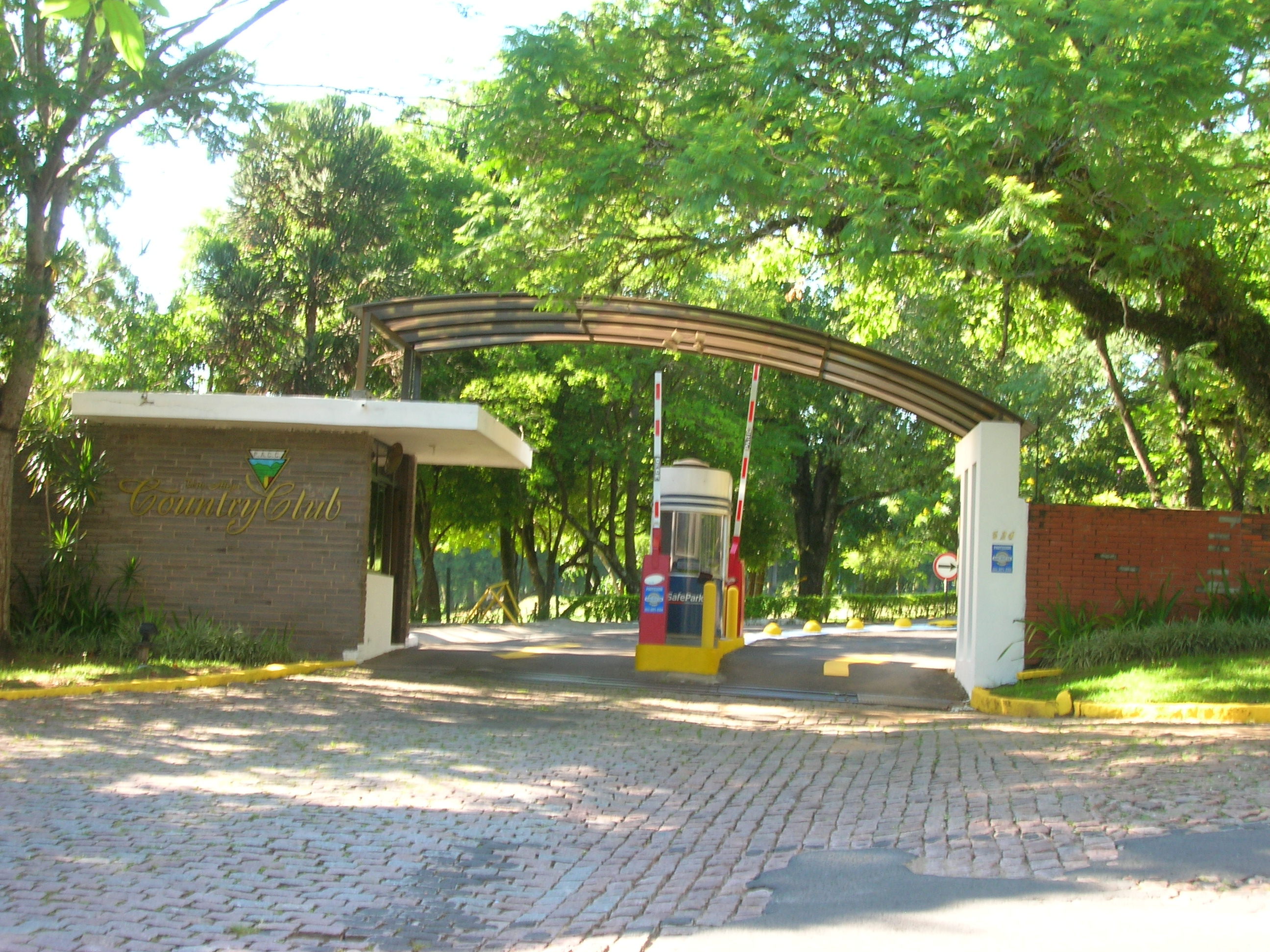
Le Porto Alegre Country Club

Le Porto Alegre Country Club a été fondé le 30 mai 1930 par un groupe de passionnés de golf. Son siège actuel, dans le quartier de Boa Vista, a été inauguré en 1938, date depuis laquelle il a subi de nombreuses transformations.